# Zombrus orientalis
Zombrus orientalis är en stekelart som beskrevs av Szepligeti 1914. Zombrus orientalis ingår i släktet Zombrus och familjen bracksteklar. Inga underarter finns listade i Catalogue of Life.